# رابع الحسيني
رابع الحسيني (بالإنجليزية Rabeh Al-Hussaini) المولود في 11 أغسطس / آب 1988 في ماكاتي، الفلبين هو لاعب كرة سلة بارز في الفيليبين من أصول بحرينية ويبلغ طوله مترين وسنتيمترا واحدا، وهو لاعب محترف في الدوري الاحترافي الفليبيني (Philippine Basketball Association) ويلعب في مركز الارتكاز.
بدأ الحسيني حياته الرياضية في الدوري الجامعي للسلة مع فريق أتينيو بلو إيغلز (بالإنجليزية Ateneo Blue Eagles) التابع لجامعة أتينيو في مانيلا (بالإنجليزية Ateneo de Manila University) والمعروف باختصار كـ ADMU من عام 2005 إلى عام 2010 واختير أفضل لاعب فلبيني جامعي (Most Valuable Player) في العامين 2008–2009 .
ويلعب الحسيني احترافيا منذ عام 2010.

## الفرق
الدوري الجامعي الفلبيني لكرة السلة
- 2010-2005: Ateneo Blue Eagles

الدوري الاحترافي الفلبيني لكرة السلة PBA
- 2011-2010: Air21/Petron Blaze
- 2012-2011: Petron Blaze/Powerade
- 2013: GlobalPort Batang Pier
- 2013: Talk 'N Text Tropang Texters
- 2014-2013: Meralco Bolts